# Gegenfassade
Als Gegenfassade, italienisch controfacciata, wird, insbesondere bei Kirchenbauten, die Innenwand des Gebäudes hinter der Fassade bezeichnet.

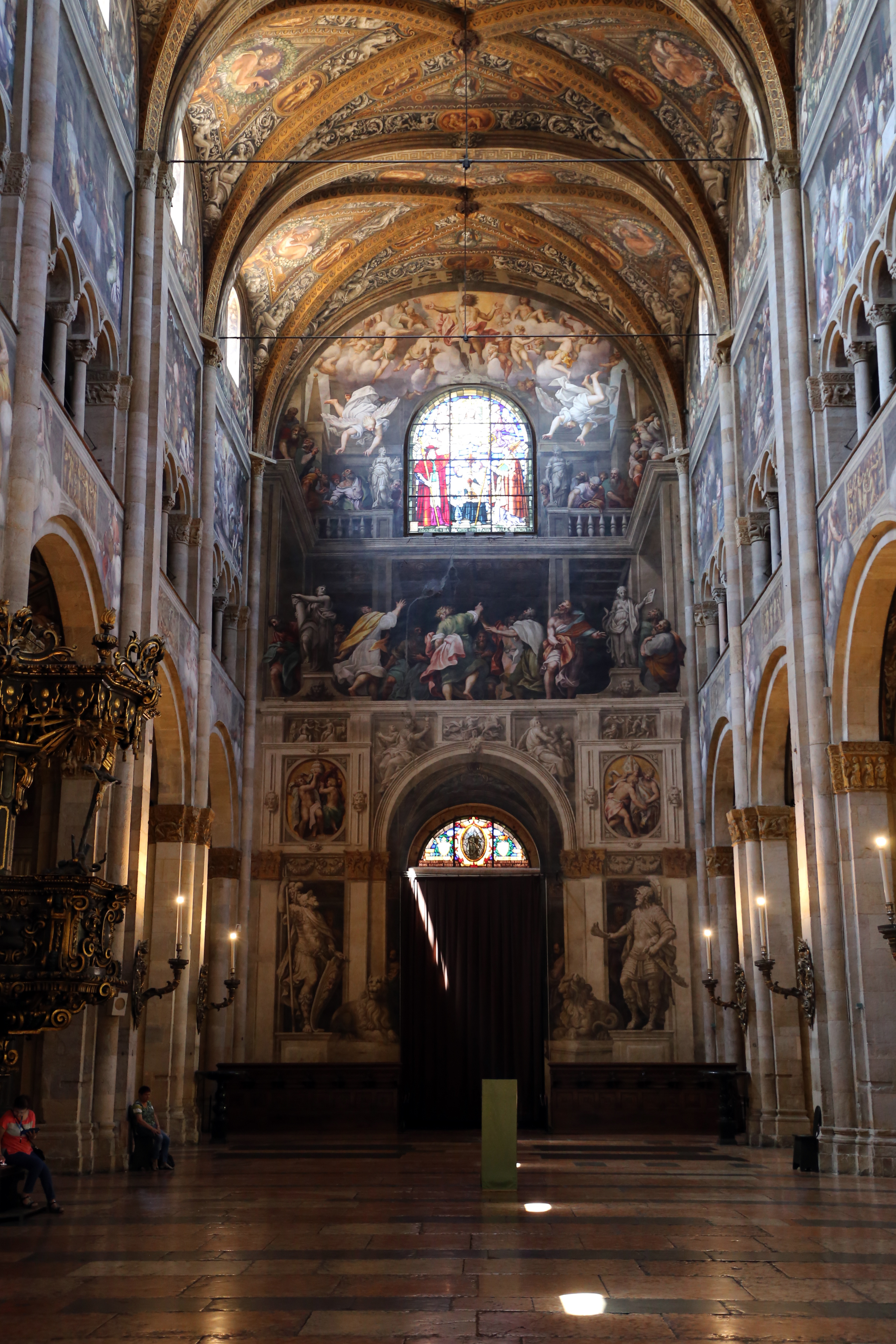
Gegenfassade, Dom von Parma

## Beschreibung
Sie ist oft mit Grabmalen, Fresken oder auch mit Weihwasserbecken geschmückt und kann durch einen erhöhten Chor unterbrochen sein, wenn an der Kirche früher Mönche wirkten, oder durch eine Empore, auf der sich vielleicht die Orgel befindet. Es kann eine Fensterrose oder andere Fenster geben; auch Zugangsportale sind häufig zu finden.

## Bilder

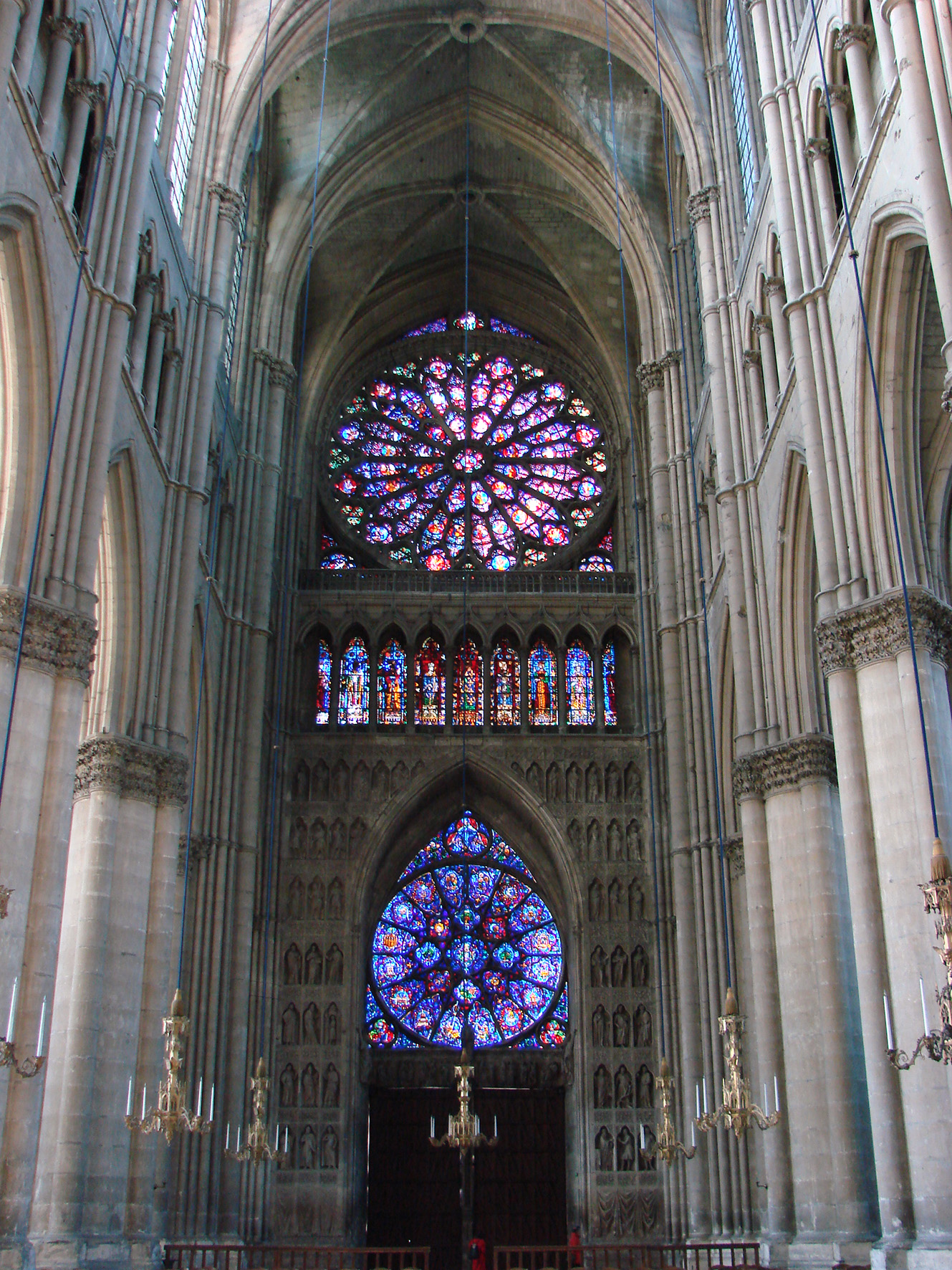
Kathedrale von Reims
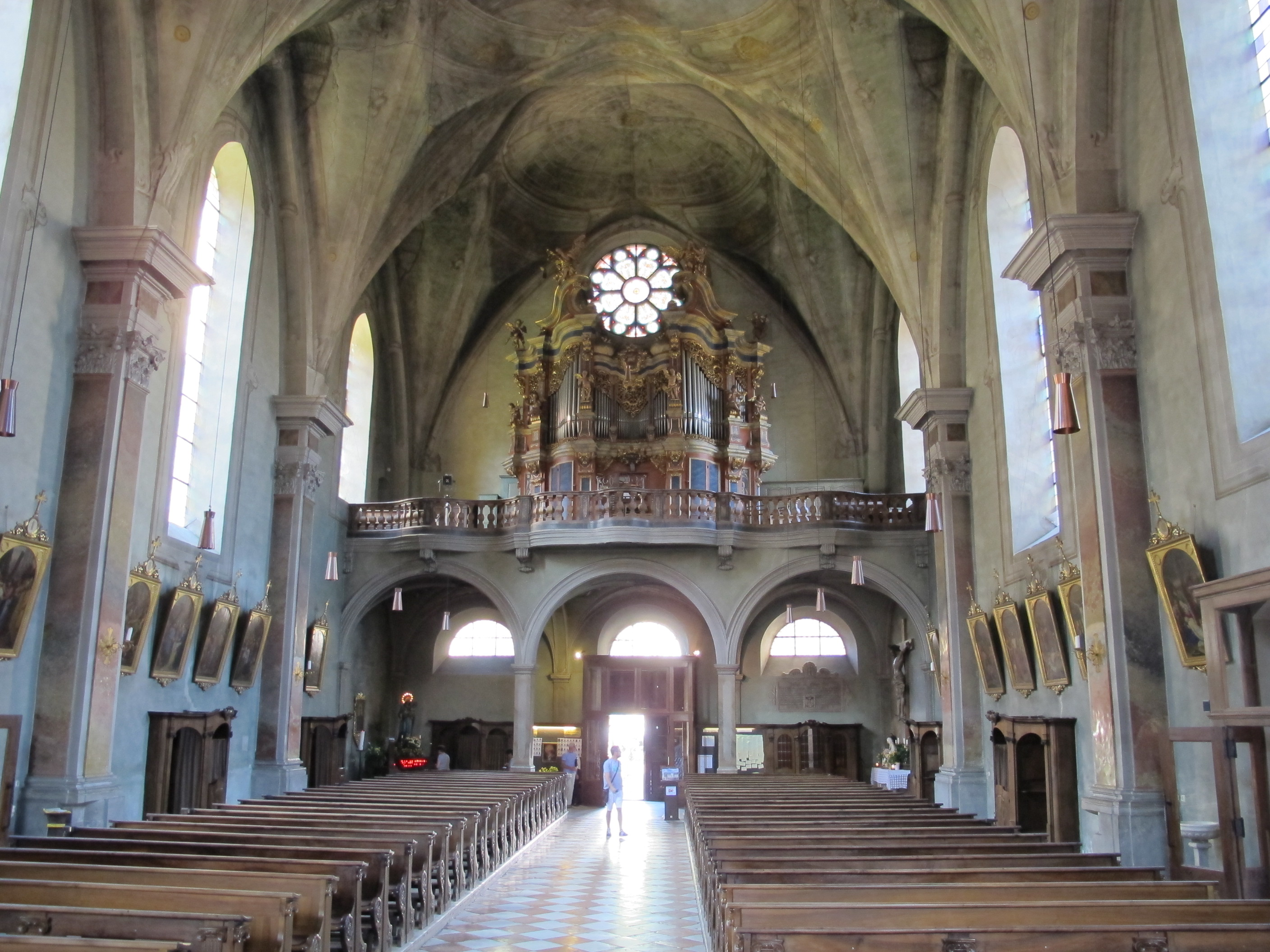
Pfarrkirche Sankt Michael, Brixen
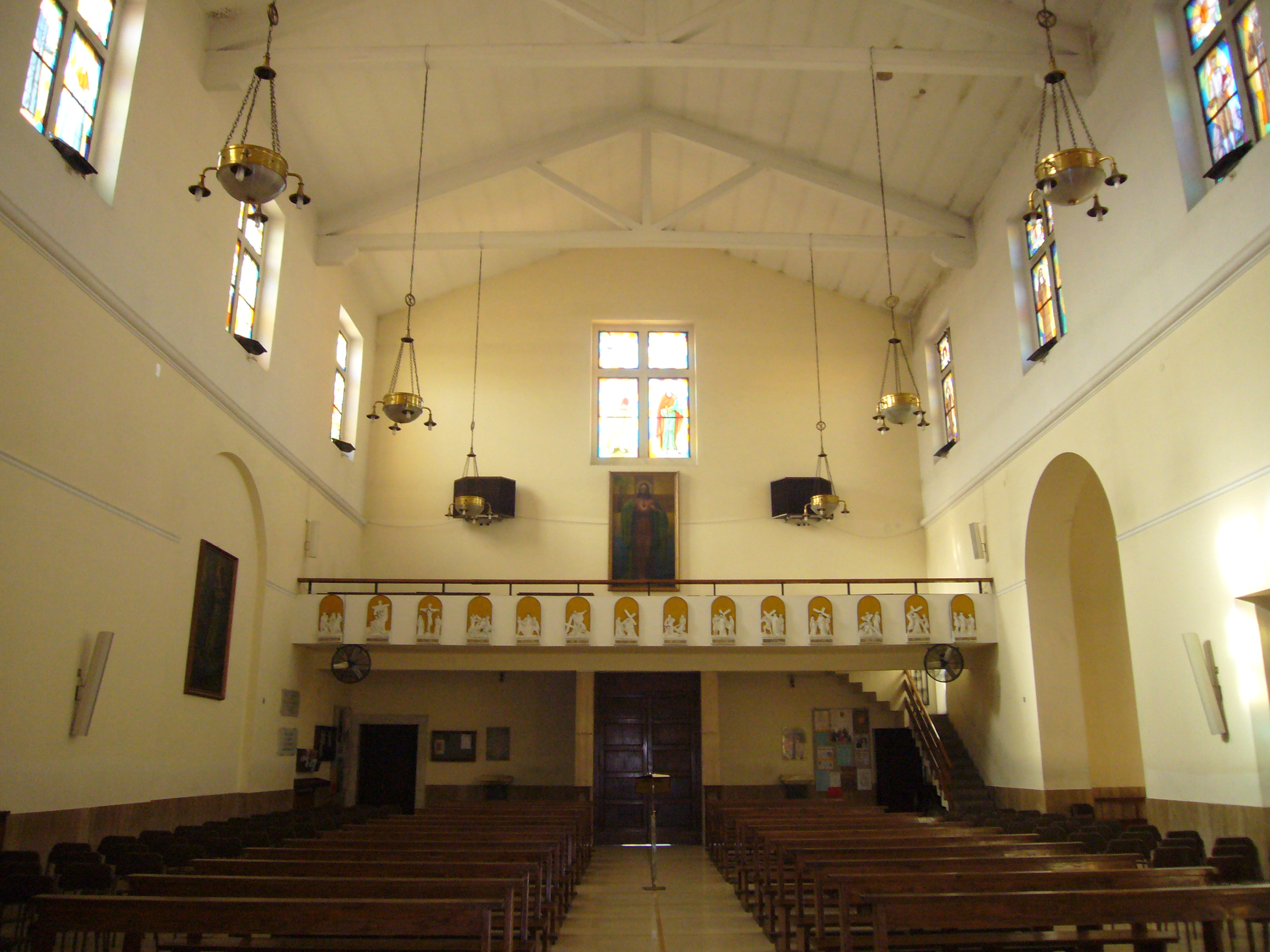
San Giustino, Rom
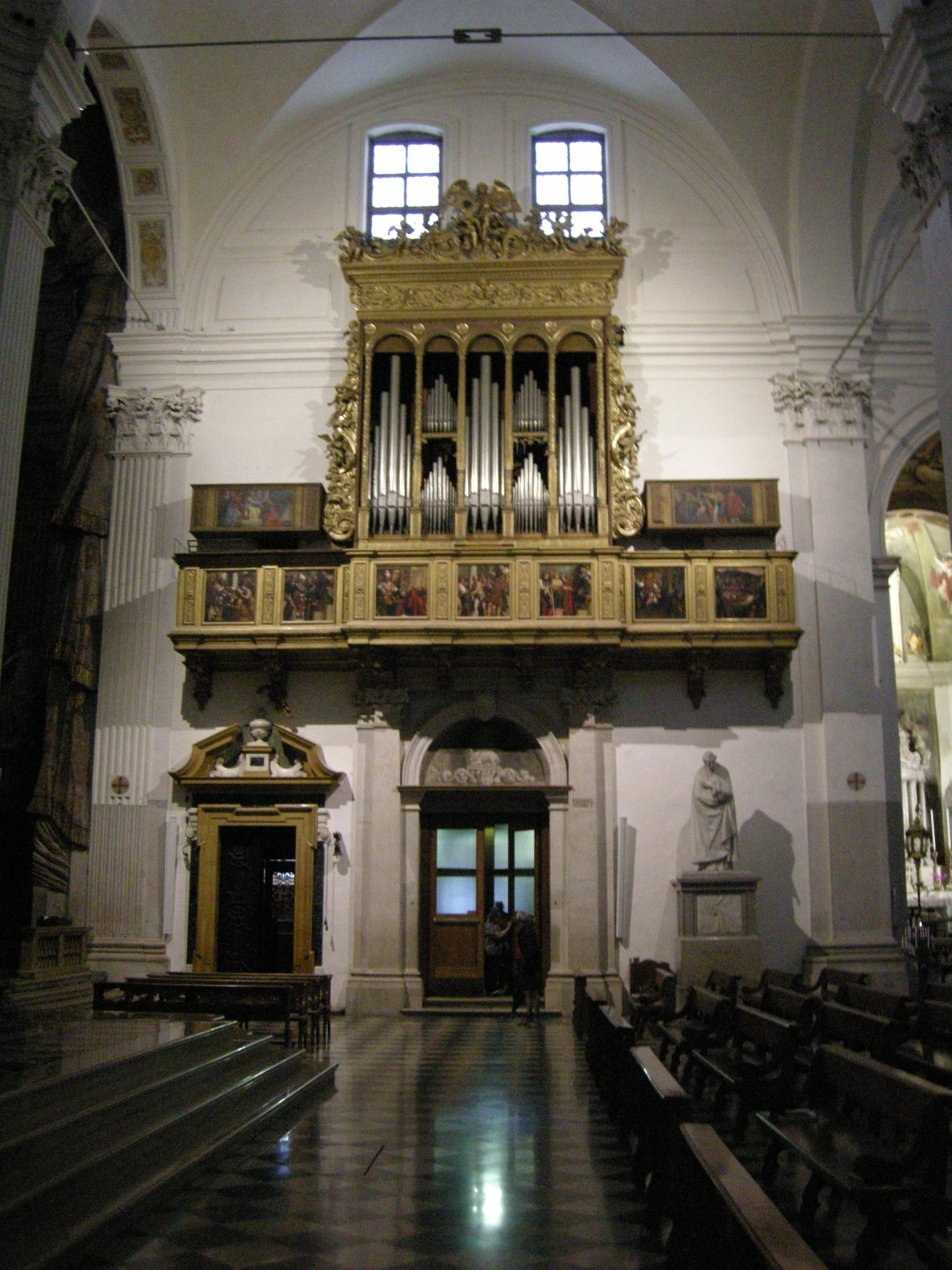
Dom von Udine
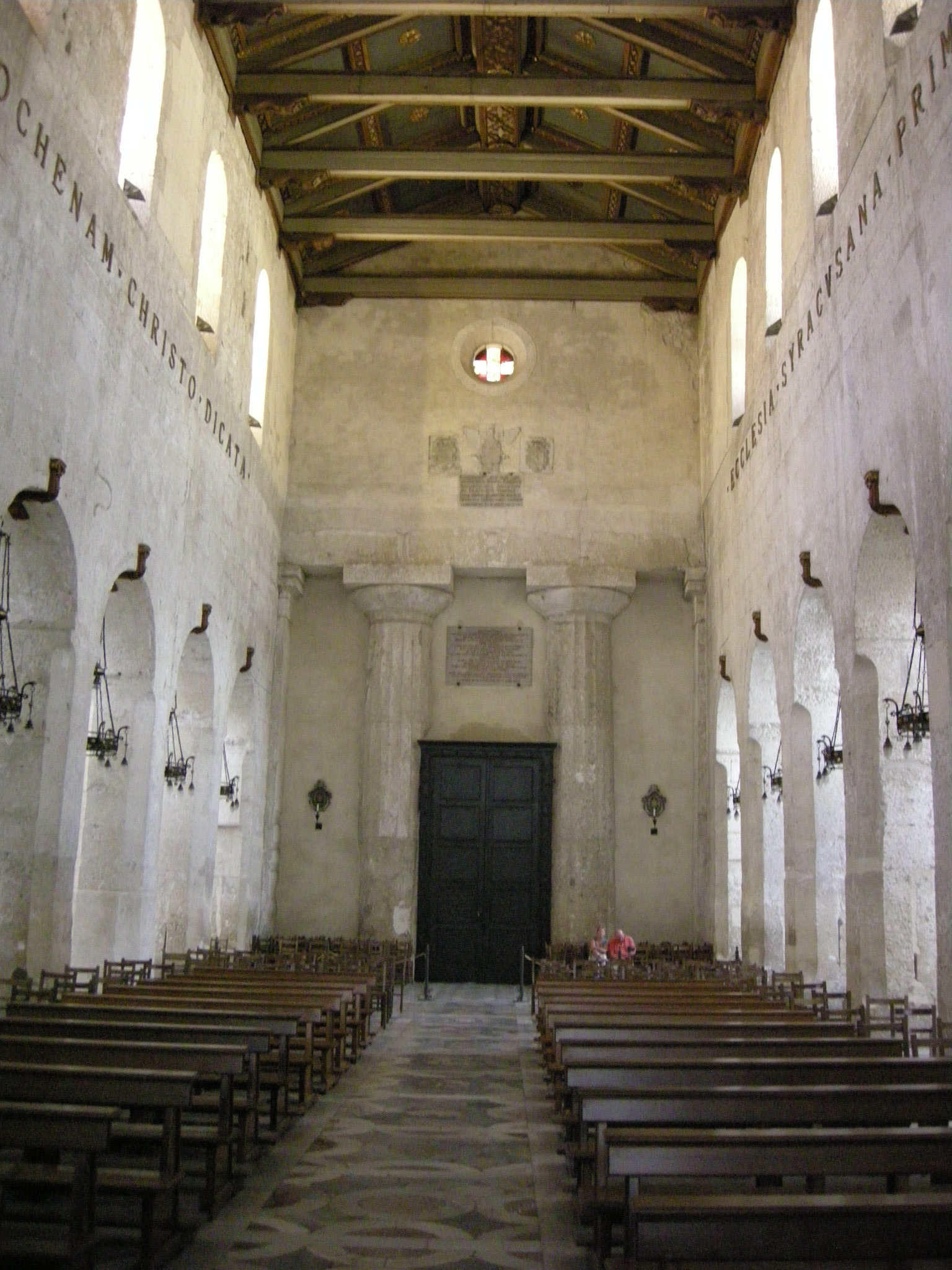
Kathedrale von Syrakus
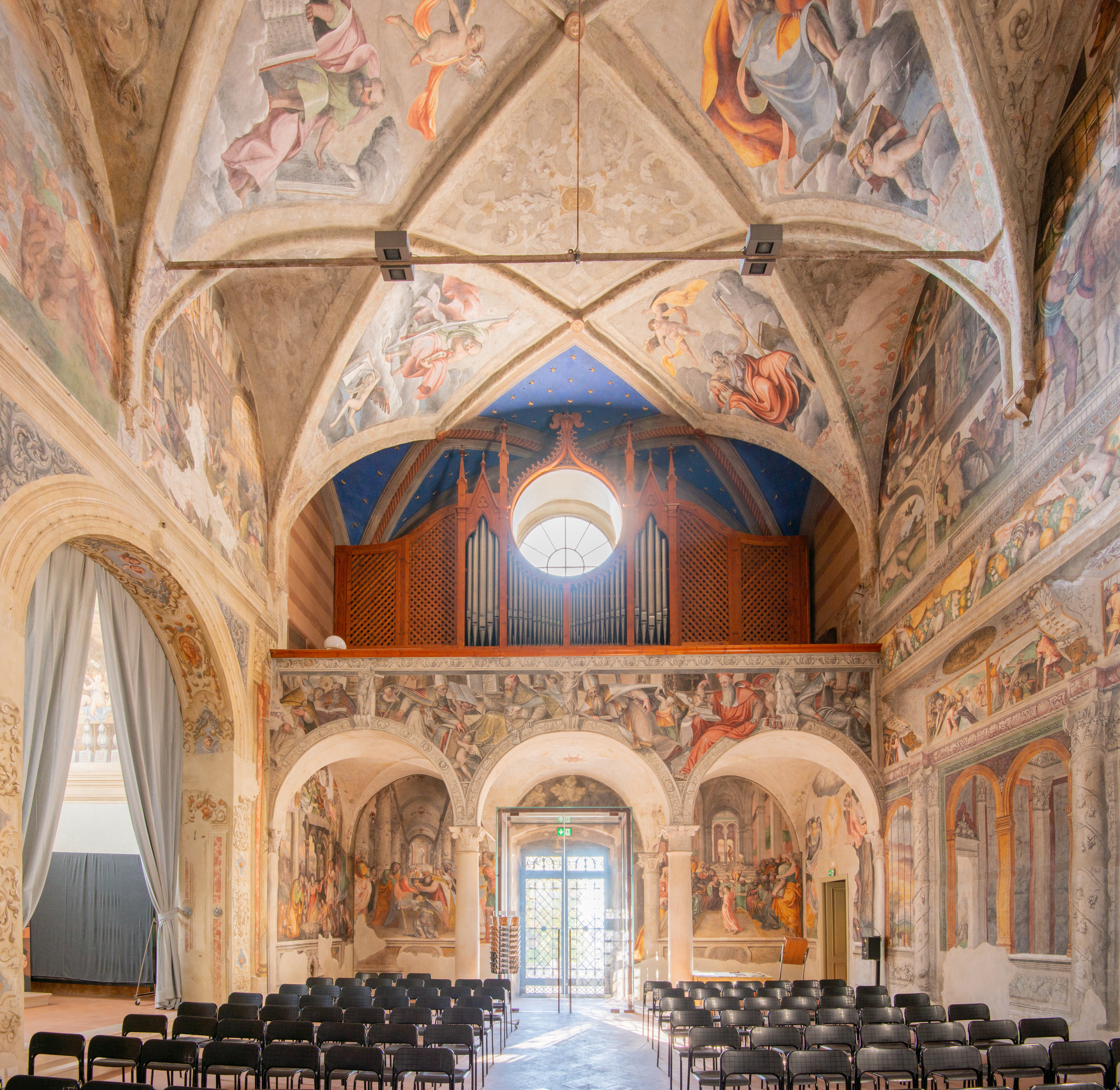
Kirche Santissimo Corpo di Cristo, Brescia
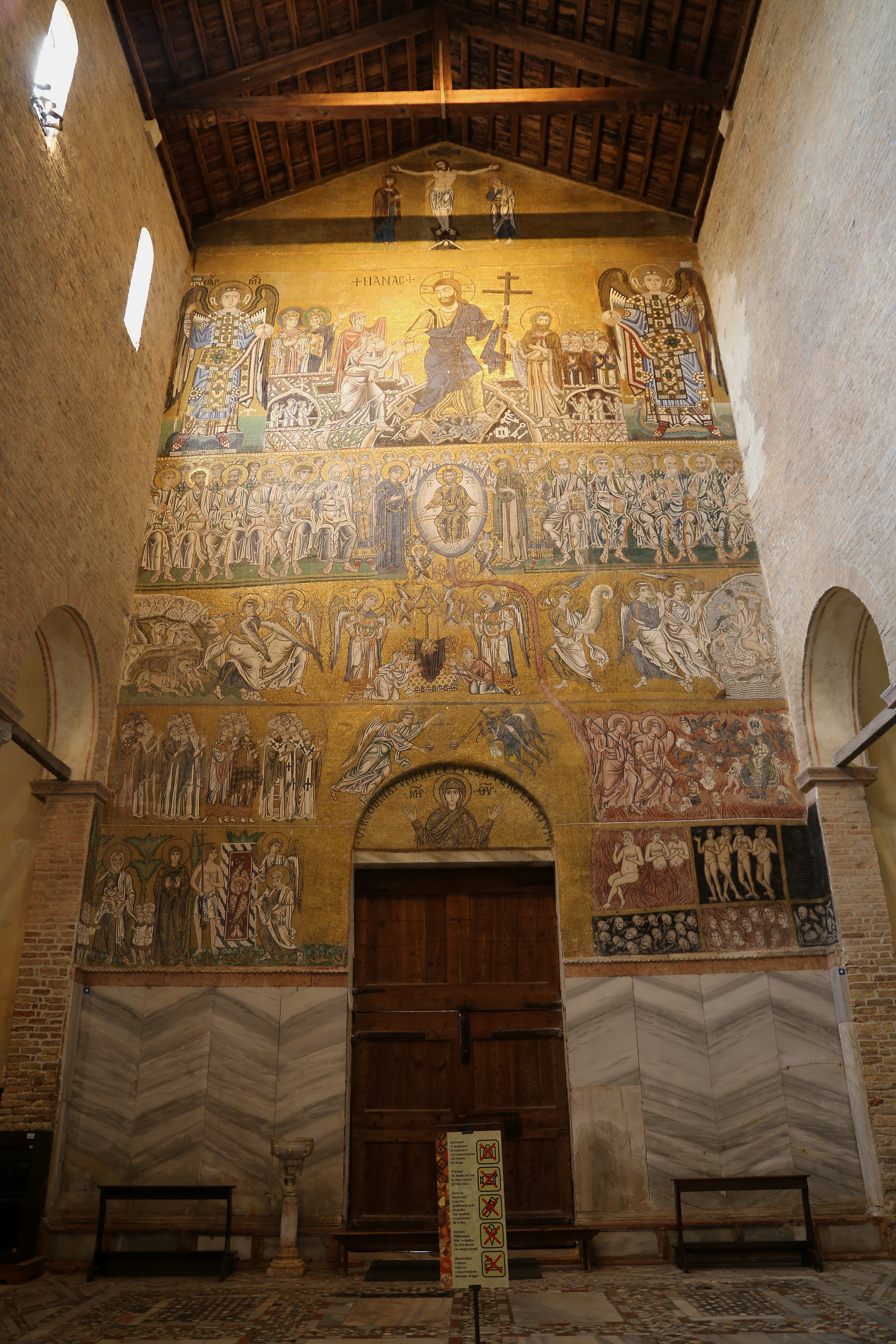
Santa Maria Assunta, Torcello
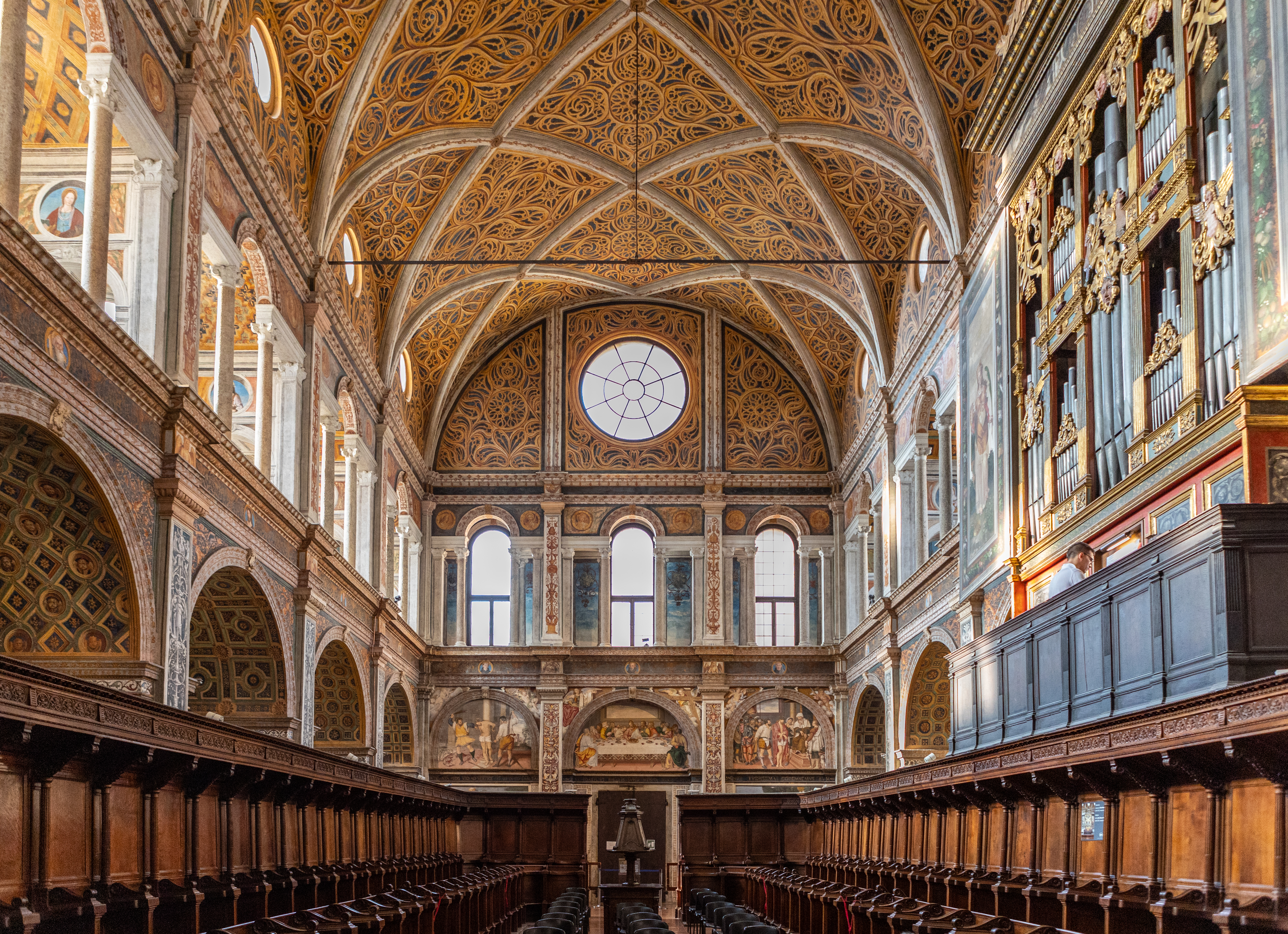
San Maurizio, Mailand